# 赵行志
赵行志（1917年8月—2009年2月20日），江苏武进人，中华人民共和国政治人物、外交官。1971年3月26日中华人民共和国与喀麦隆建交后，开始派遣驻喀麦隆特命全权大使，赵行志担任首位中华人民共和国驻喀麦隆大使。1974年，接替胡成放担任中华人民共和国驻伊拉克大使。1976年12月，任中央派驻上海工作组成员。